# Kościół Wniebowzięcia Najświętszej Maryi Panny w Radlinie
Kościół Wniebowzięcia Najświętszej Maryi Panny – rzymskokatolicki kościół parafialny należący do dekanatu Niedobczyce archidiecezji katowickiej. Znajduje się w dzielnicy Biertułtowy, będącej centrum obecnego miasta Radlin.

## Historia
Jest to świątynia wzniesiona w latach 1926-1928, poświęcona w dniu 7 października 1928 roku przez księdza kanclerza Jana Skrzypczyka. Budowla została konsekrowana 3 października 1971 roku przez biskupa katowickiego Herberta Bednorza. Zaprojektowana została przez Jana Affę z Raciborza.
1 grudnia 1983 roku wnętrze świątyni zostało zniszczone przez pożar, który był efektem podpalenia. 3 października 1986 roku biskup katowicki Damian Zimoń konsekrował nowy ołtarz i poświęcił wystrój prezbiterium zaprojektowane przez artystę plastyka Zygmunta Brachmańskiego.

## Architektura
Świątynia została wzniesiona w stylu neobarokowym. Budowla jest pięcionawowa i posiada okazałe wieże o wysokości 56 metrów, może pomieścić 4,5 tys. wiernych. We wnętrzu znajdują się ołtarze boczne wykonane przez Franciszka Tolka z Pawłowic.

## Galeria

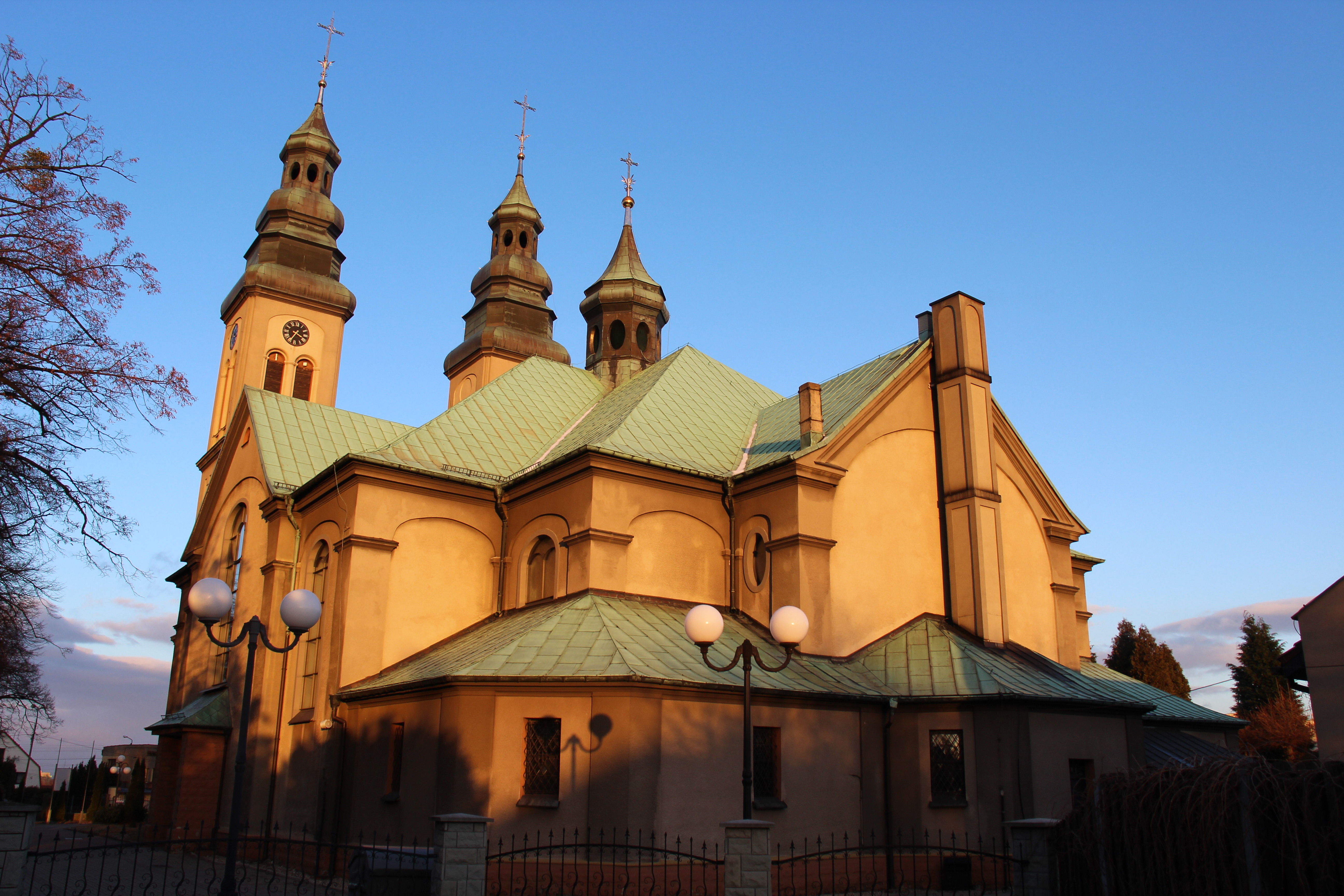
Widok od strony prezbiterium
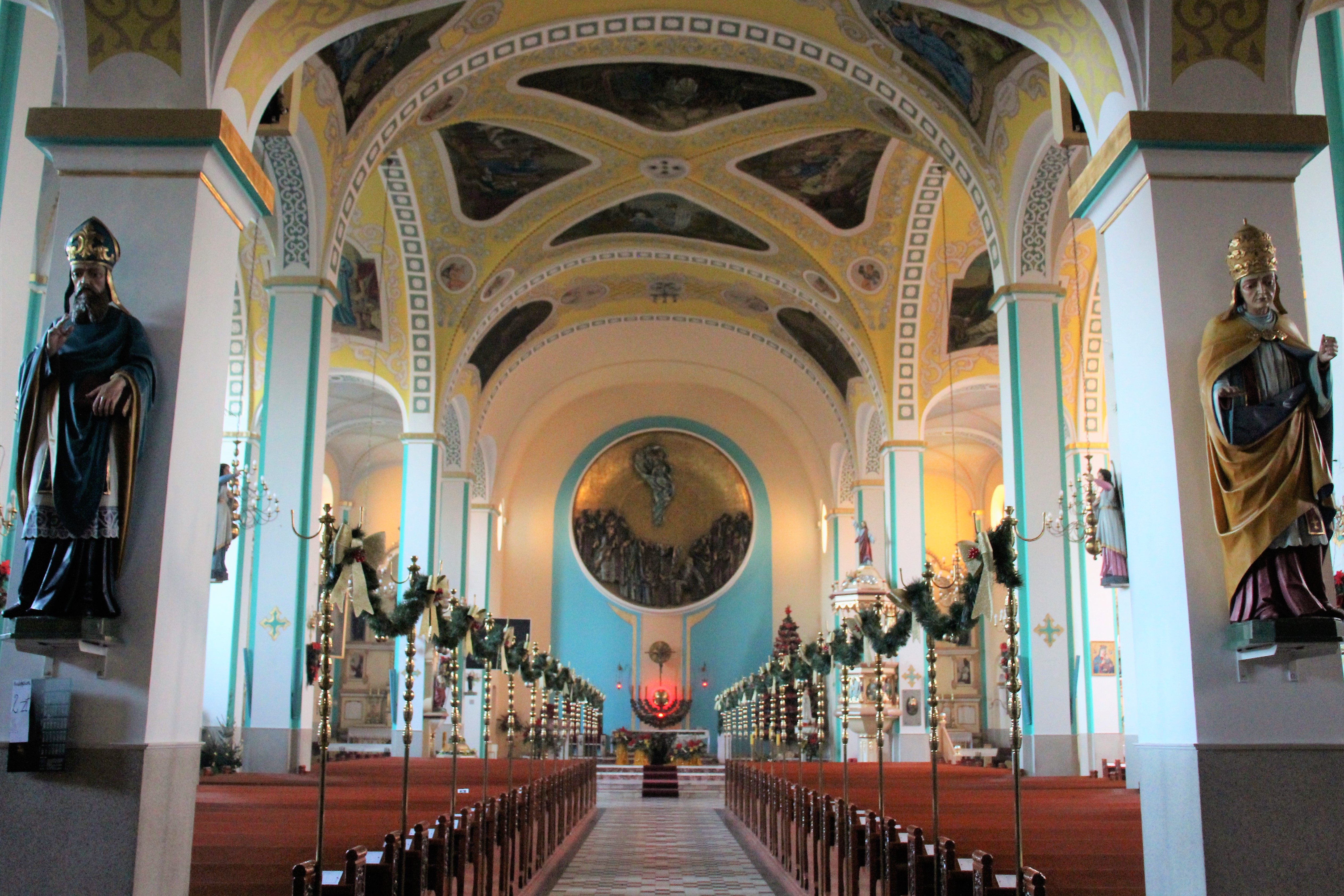
Wnętrze i ołtarz
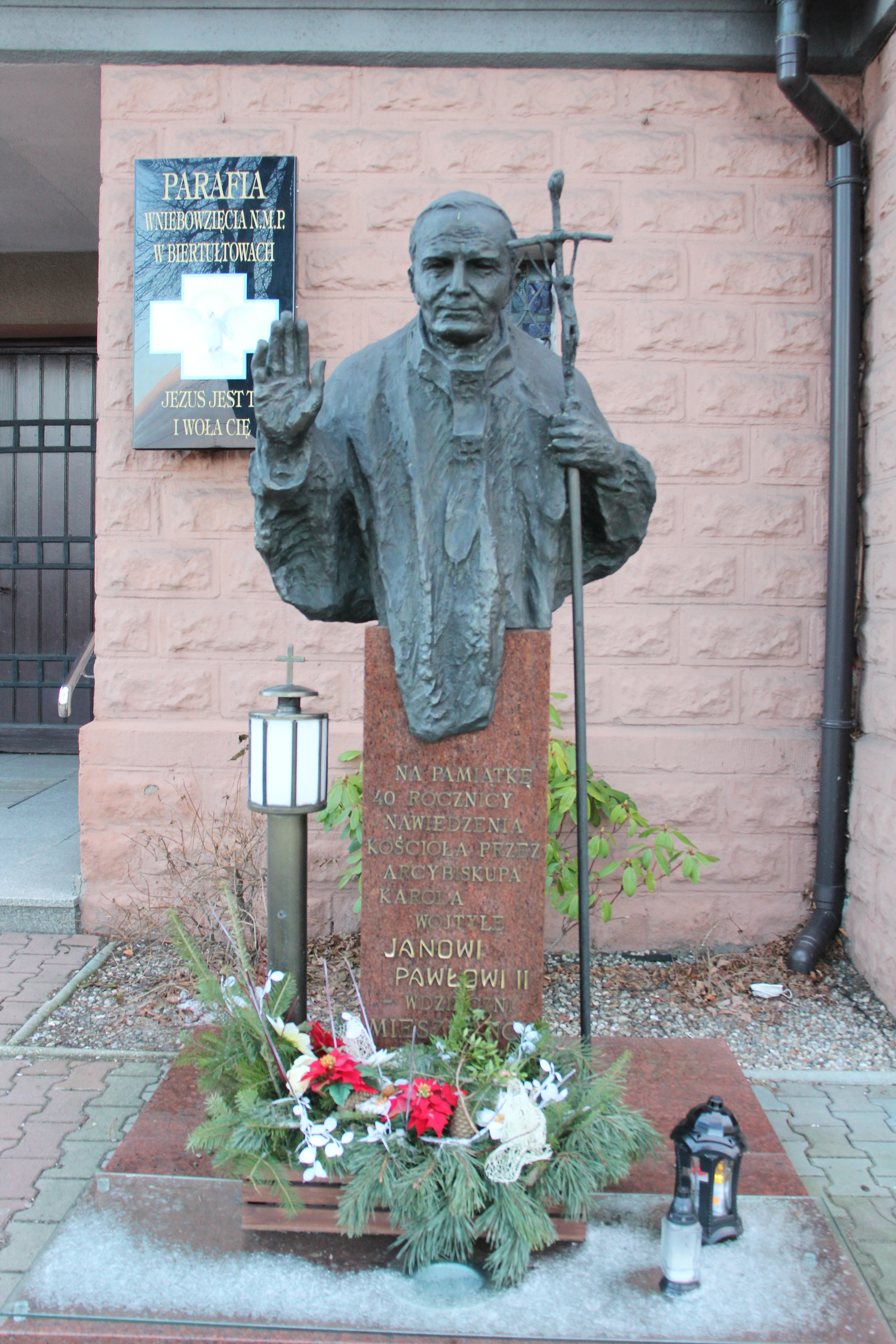
Pomnik św. Jana Pawła II